# Marttila
Marttila este o comună din Finlanda.